# Centrale générale des travailleurs (Honduras)
Pour les articles homonymes, voir Centrale générale des travailleurs.
La Central General de Trabajadores (CGT - Centrale générale des travailleurs) est une confédération syndicale hondurienne, traditionnellement proche du Parti national du Honduras et affiliée à la Confédération syndicale internationale.